# Potencijalni pretendenti na hrvatsko prijestolje
Potencijalni pretendenti na hrvatsko prijestolje, teoretski su osobe čiji su očevi ili općenito roditelji, obnašali kraljevsku ili prijestolonasljedničku dužnost u nekoj od monarhijski uređenih država ili državnih tvorevina na području današnje Hrvatske. Takve osobe nemaju po važećem Ustavu RH i zakonima nikakva formalna prava na hrvatsko prijestolje, budući da je u Hrvatskoj na snazi republikansko uređenje, a posljednji oblik monarhije na hrvatskom ozemlju ukinut je 1945. godine. Osobe koje bi se neformalno mogle smatrati pretendentima na hrvatsku krunu ne žive na području Republike Hrvatske i nemaju nikakve veze s današnjom hrvatskom politikom.

## Potencijalni pretendenti na hrvatsku krunu

### Karl von Habsburg-Lothringen
Karl je starješina obitelji Habsburg-Lothringen te sin Otta von Habsburga (1912. - 2011.), posljednjeg hrvatskog kraljevića i sina Karla, posljednjeg cara Austrije i kralja Hrvatske, Ugarske i Češke. Rođen je 1961. godine u Njemačkoj u obitelji carskog i kraljevskog prijestolonasljednika Otta, koji je dobio 1990-ih hrvatsko državljanstvo i Regine von Sachsen-Meiningen.
Karl je poslije očeve smrti preuzeo starješinstvo nad obitelj Habsburg-Lothringen te je prvi u neformalnom pravu nasljedstva na ukinuto carsko prijestolje Austrije te kraljevska prijestolja Mađarske, Hrvatske i Češke. Zanimljivost je da je Hrvatski sabor dana 29. listopada 1918. godine saborskom odlukom prekinuo sve državnopravne veze sa Carevinom Austrijom i Kraljevinom Ugarskom, ali nije detronizirao dinastiju Habsburg ili proglasio republiku.

### Aimone od Savoje-Aosta
Aimone je šesti vojvoda od Aoste, sin vojvode i nekadašnjeg hrvatskog kraljevića Zvonimira II. (pravim imenom Amadeo Umberto; 1943. - 2021.) te unuk designiranog kralja NDH Tomislava II. († 1948.). Njegov djed Tomislav II. je 31. srpnja 1943. godine abdicirao na zahtjev talijanskog kralja Viktora Emanuela III., tako da je Amadeo Umberto u trenutku rođenja 27. rujna 1943. godine tek formalno bio formalno hrvatski kraljević, jer je njegov otac potpisao službenu abdikaciju 12. listopada 1943. godine. Aimoneov otac Amadeo Umberto se za života upustio u borbu za vodstvo unutar bivše talijanske kraljevske obitelji, a od traga nekadašnje veze s Hrvatskom bilo mu je ostalo tek ime Zvonimir.
Amadeov sin Aimone je, nakon očeve smrti 2021. godine, postao novi vojvoda od Aoste i osporavani vojvoda od Savoje te neformalni pretendent na hrvatsku kraljevsku krunu.

## Potencijalni pretendent na jugoslavensku krunu
Hrvatske zemlje bile su od propasti Austro-Ugarske 1918. godine u uniji s ostalim južnoslavenskim narodima, izuzev Bugara u državnoj zajednici poznatoj od 1. prosinca 1918. godine kao Kraljevina Srba, Hrvata i Slovenaca te od 3. listopada 1929. godine kao Kraljevina Jugoslavija. U toj novoj državi Hrvatska je ubrzo bila izbrisana kao političko-teritorijalna jedinica, a novi kralj nije nosio ni drevan naslov hrvatskog kralja, već prvo naslov kralja Srba, Hrvata i Slovenaca, a potom naslov jugoslavenskog kralja.
Nositelji jugoslavenske krune bili su muški članovi nekadašnje srpske dinastije Karađorđević. Dinastija je bila svrgnuta s vlasti 1945. godine, osnutkom komunističke Jugoslavije. Današnji starješina bivše jugoslavenske kraljevske dinastije je Aleksandar (II.) Karađorđević. Budući da je SFRJ prestala postojati 1991. godine, a krnja SRJ 2003. godine, naslov jugoslavenskog kralja se ne odnosi ni na jednu danas postojeću državu.